# Jan Henne
Jan Margo Henne (Oakland, 11 agosto 1947) è un'ex nuotatrice statunitense.

## Carriera
Specializzata nello stile libero e nei misti, ha vinto la medaglia d'oro nei 100 m sl e nella staffetta 4x100 m sl ai Giochi olimpici di Città del Messico 1968, in aggiunta all'argento nei 200 m sl e al bronzo nei 200 m misti.
Nel 1979 è diventata uno dei Membri dell'International Swimming Hall of Fame.
È stata primatista mondiale nella staffetta 4x100 m sl.

## Palmarès
- Olimpiadi
  - Città del Messico 1968: oro nei 100 m sl e nella staffetta 4x100 m sl, argento nei 200 m sl e bronzo nei 200 m misti.